# Фјуме д'Изола (Арецо)
Фјуме д'Изола је насеље у Италији у округу Арецо, региону Тоскана.
Према процени из 2011. у насељу је живело 42 становника. Насеље се налази на надморској висини од 907 м.